# 台灣個人遊
臺灣個人遊計劃，臺灣稱「陸客自由行」，是一個容許大陸地區人民持中華民國臺灣地區入出境許可證及大陸居民往來台灣通行證以個人旅遊的方式前往中華民國臺灣地區旅遊的計劃，此計畫經過雙方政府核准後實施，自2011年6月28日推行。
一般而言，只要在計劃範圍內的城市，便可經簡單的簽注手續前往臺灣地區旅遊，期間最多可逗留15天。截止2019年7月31日，中國大陸共47個城市的居民，可以“個人遊”（自由行）身份到臺灣地區旅遊；自2019年8月1日起，中国大陆暂停47个城市大陆居民赴台个人游试点，而引發業界的省思台灣旅遊經營轉型對策。
- 中华人民共和国出入境管理局簽發的大陸居民往來台灣通行證（俗稱「大通證」）
- 大陸居民往來台灣通行證卡式版背面的台灣個人遊簽註
- 中華民國內政部移民署簽發的中華民國臺灣地區入出境許可證（俗稱「入台證」）樣本

## 歷程
- 2011年6月28日，中國大陸制訂《大陸居民赴台灣地區個人旅遊注意事項》、《大陸居民赴台灣地區旅遊管理辦法》，對3座城市（北京、上海、厦门）率先開放對台灣的自由行[1]。通常，來到台灣自由旅遊的中國大陸遊客，可以在其簽證規定的日期內依照自己的意願訪問、參加台灣（除禁止的區域和活動外）任何地方、活動。
- 2011年7月29日，開放福建省9座城市居民（包括廈門、福州、莆田、泉州、漳州、龍岩、三明、南平、寧德）赴金門馬祖澎湖個人遊，但不得中轉至台灣本島（俗稱：小三通自由行）。
- 2012年4月28日，開放了第二批城市對台灣的自由行，分成兩階段，第一階段開放天津、重慶、南京、杭州、廣州、成都等6座城市，第二階段於2012年8月28日開放濟南、西安、福州、深圳等4座城市。[8][9]
- 2012年8月28日，大陸官方新增開放海峽西岸經濟區11座城市（包括浙江的溫州、衢州、麗水，江西的贛州、撫州、上饒、鷹潭以及廣東的梅州、潮州、汕頭、揭陽）居民赴金門馬祖澎湖自由行政策，但不得中轉至台灣本島（俗稱：小三通自由行）。連同2011年7月29日開放的福建省內的9座城市，合計開放陸客小三通自由行的城市已達20座城市。
- 2013年6月28日，開放第三批城市對台灣自由行，分成兩個階段，第一階段為瀋陽、鄭州、武漢、蘇州、寧波、青島等6座台灣自由行城市，第二個階段於8月28日起開放石家莊、長春、合肥、長沙、南寧、昆明和泉州等7座城市。[10]
- 2014年7月18日，開放第四批來台自由行，新增開放哈爾濱、太原、南昌、貴陽、大連、無錫、溫州、中山、煙台、漳州等10座城市，並於8月18日啟動。[11]
- 2015年3月18日，開放第五批來台自由行，新增開放海口、呼和浩特、蘭州、銀川、常州、舟山、惠州、威海、龍岩、桂林、徐州等11座城市，並於4月15日啟動，合計開放陸客來臺自由行城市已達47座城市。
- 2019年7月31日，中華人民共和國文化和旅遊部宣佈：鑑於當前兩岸關係，自8月1日起暫停47個城市大陸居民赴台個人遊試點。[12][13]對此，中共中央台辦發言人馬曉光對此表示，民進黨當局不斷推進台獨活動，不斷煽動對中國大陸敵意，挑動兩岸對立，嚴重破壞了中國大陸居民赴台個人遊試點的基礎和條件[14]。
- 2019年9月20日，恢復海峽西岸經濟區20個城市的居民赴金門、馬祖、澎湖的自由行政策，但仍不得前往台灣本島，前往台灣本島須參加旅遊團。[15]

## 政策细节
2019年9月20日起至今，政策如下：
- 海峡西岸经济区（共20个城市，见下表）的居民可通过自由行前往金門縣、连江县（馬祖）和澎湖縣（俗稱小三通自由行），但不得前往臺灣本島，前往台湾本岛须参加旅游团；[15]
- 上述城市以外的其他城市居民不能以自由行的方式前往台湾任何地区，如欲前往须参加旅游团。

| 省区   | 城市                                                                   |
| ------ | ---------------------------------------------------------------------- |
| 浙江省 | 温州市、衢州市、丽水市                                                 |
| 福建省 | 福州市、厦门市、泉州市、漳州市、龙岩市、莆田市、三明市、南平市、宁德市 |
| 江西省 | 赣州市、抚州市、上饶市、鹰潭市                                         |
| 广东省 | 梅州市、潮州市、汕头市、揭阳市                                         |

事实上，目前仅福建户籍居民与居住证持有人可赴金门、马祖旅游（含个人自由行与团体旅游）。小三通自2020年2月10日因疫情暂停，旅游政策暂停实施。福建省公安厅于2024年8月22日宣布恢复办理赴马祖签注，9月27日起恢复赴金门签注。
2011年6月28日至2019年8月1日的政策如下：
- 47個城市（下表中未标注“小”的城市）的居民可通过自由行前往台湾所有地区（包括台湾本岛以及金門縣、连江县（馬祖）和澎湖縣，未开放的区域除外）[18]；
- 14個城市（下表中标注“小”的城市）的居民可通过自由行前往金門縣、连江县（馬祖）和澎湖縣（俗稱小三通自由行），但不得前往臺灣本島，前往台湾本岛须参加旅游团；
- 上述城市以外的其他城市居民以不能以自由行的方式前往台湾任何地区，如欲前往须参加旅游团。

| 省区市         | 城市                                                                           |
| -------------- | ------------------------------------------------------------------------------ |
| 直辖市         | 北京市、天津市、上海市、重庆市                                                 |
| 黑龙江省       | 哈尔滨市                                                                       |
| 吉林省         | 长春市                                                                         |
| 辽宁省         | 沈阳市、大连市                                                                 |
| 河北省         | 石家庄市                                                                       |
| 河南省         | 郑州市                                                                         |
| 内蒙古自治区   | 呼和浩特市                                                                     |
| 山西省         | 太原市                                                                         |
| 山东省         | 济南市、青岛市、烟台市、威海市                                                 |
| 江苏省         | 南京市、苏州市、无锡市、常州市、徐州市                                         |
| 浙江省         | 杭州市、宁波市、温州市、舟山市、衢州市小、丽水市小                             |
| 安徽省         | 合肥市                                                                         |
| 福建省         | 福州市、厦门市、泉州市、漳州市、龙岩市、莆田市小、三明市小、南平市小、宁德市小 |
| 湖北省         | 武汉市                                                                         |
| 湖南省         | 长沙市                                                                         |
| 江西省         | 南昌市、赣州市小、抚州市小、上饶市小、鹰潭市小                                 |
| 广东省         | 广州市、深圳市、中山市、惠州市、梅州市小、潮州市小、汕头市小、揭阳市小         |
| 广西壮族自治区 | 南宁市、桂林市                                                                 |
| 海南省         | 海口市                                                                         |
| 四川省         | 成都市                                                                         |
| 云南省         | 昆明市                                                                         |
| 贵州省         | 贵阳市                                                                         |
| 陕西省         | 西安市                                                                         |
| 甘肃省         | 兰州市                                                                         |
| 宁夏回族自治区 | 银川市                                                                         |

以上政策已于2019年8月1日暂停实施，此后直至2019年9月20日，中国大陆所有城市的居民前往台湾任何地区均需要参加旅游团，但已在此前取得有效个人旅游签注的仍可按原政策赴台旅游。

## 特殊情形
中国大陆非自由行城市户籍的大学生（含研究生）在开放自由行户籍的城市就读的，可以办理自由行手续并享受自由行待遇。此种情形的学生身份申请人需要在学校相关部门开具带有公章的在读证明，之后携带申请人本人学生证、户口本、身份证到所就读学校所在地的公安局出入境管理部门办理即可，具体办理程序与规定因各地而异，解释权在当地公安局机关出入境管理部门。
2016年4月1日起，在全国实施居住证制度的县级以上城市，居住证持有人在居住地可以申办因私出入境证件，申请材料与户籍居民一致（即如果申请人居住的城市开放个人游并持有该城市居住证，申請人可以在該市申辦個人遊）。

## 金門、馬祖及澎湖個人遊
陸客到金馬澎旅遊的型態可分為個人遊及團體遊等兩大類，其中個人遊有2種方式，團體遊有3種方式，共5種方式。
- 個人：
  - 1. 2011年6月28日啟動的廈門、北京、上海等3城市居民來台灣（含金門、馬祖和澎湖）個人遊。截至目前開放了五批共47個城市。
  - 2. 2011年7月29日上述的福建省內的9個城市居民赴金門、馬祖和澎湖個人遊，不得中轉至台灣本島（俗稱：小三通自由行）。
    - 2012年8月28日，再開放海西地區11個城市（包括浙江的溫州、衢州、麗水，江西的贛州、撫州、上饒、鷹潭以及廣東的梅州、潮州、汕頭、揭陽）居民赴金馬澎自由行政策。截至目前開放了20個城市。
    - 2015年1月1日起，陸客到金門、馬祖和澎湖（不含中轉到台灣）將可辦理落地簽入境。
- 團體：
  - 1. 2004年12月7日開放的大陸居民赴金門團體遊。
  - 2. 2008年9月開放的大陸居民，得經金門赴台旅遊或赴台旅遊經金門往返兩岸的團體旅遊。
  - 3. 2011年6月13日開放的非福建省居民來廈暫住赴金門團體遊（屬延伸性旅遊）。
    - 2013年6月16日，第五屆海峽論壇宣佈：非福建省居民在廈門暫住人員得赴金門遊從一日遊開放為二日遊。

## 資料統計
日均量
- 3個試點城市，日上限值500名。[1]
- 13個試點城市，日上限值1,000名；
- 2012年11月14日中華民國交通部觀光局局長謝謂君發言，來台人數「日均量」已達750人，預計將達開放上限值，後續考量擴增名額上限值。[20]
- 2013年4月1日起，日上限人數提高至2,000人。[21]
- 2013年12月1日起，日上限人數提高至3,000人。[22]
- 2014年4月16日起，日上限人數提高至4,000人。[23]
- 2015年9月21日起，日上限人數提高至5,000人。[24]
- 2016年12月15日起，日上限人數提高至6,000人（每日平均數額）。[25][26]

## 外部連結
1. 1 2  . 中华人民共和国国家旅游局. 2011-06-29  [2016-04-26]. （原始内容存档于2016-05-09）.
2. . 中华人民共和国国家旅游局. 2015-10-26  [2016-04-26]. （原始内容存档于2016-04-13）.
3. ↑  . 中華民國交通部觀光局.   [2016-04-26]. （原始内容存档于2018-08-28）.
4. ↑  . 中華民國內政部移民署.   [2016-04-26]. （原始内容存档于2017-08-16）.
5. ↑  蔡和穎. . 臺北: 中央通訊社. 2015-03-18  [2016-04-26]. （原始内容存档于2017-07-22）.
6. ↑  . 陸委會新聞稿編號第017號. 中華民國行政院大陸委員會. 2016-02-10  [2016-04-26]. （原始内容存档于2017-03-05）.
7. ↑  黃鴻鈞; 施信佑; 陳一銘; 許勝程. . 產業與管理論壇 (工業技術研究院產業科技國際策略發展所/國立清華大學科技管理研究所). 2018-01-24, 19 (4): 32-54  [2022-08-28]. （原始内容存档于2022-08-26）.
8. ↑  . 文匯網.   [2012-04-01]. （原始内容存档于2020-10-28） （中文（香港））.
9. ↑  .   [2012-08-24]. （原始内容存档于2012-11-26） （中文（臺灣））.
10. ↑  . 鳳凰網.   [2013-06-16]. （原始内容存档于2019-05-14）.
11. ↑  . 聯合新聞網.   [2014-07-18]. （原始内容存档于2014-07-23）.
12. ↑  海峽兩岸旅遊交流協會. . 中華人民共和國文化和旅遊部. 2019-07-31  [2019-07-31]. （原始内容存档于2019-07-31）.
13. ↑  海峽兩岸旅遊交流協會. . 中華人民共和國國家移民管理局. 2019-07-31  [2019-07-31]. （原始内容存档于2020-11-05）.
14. ↑  .   [2019-08-01]. （原始内容存档于2020-10-20）.
15. 1 2  . 聯合新聞網. 2019-09-17  [2019-12-28]. （原始内容存档于2020-10-31） （中文（臺灣））.
16. ↑  . 金門縣政府. 2024-09-28  [2025-06-25]. （原始内容存档于2025-06-25） （中文（臺灣））.
17. ↑  . 中央通訊社. 2024-09-27  [2025-06-25]. （原始内容存档于2025-06-25） （中文（臺灣））.
18. ↑  設籍於哪些城市的大陸地區人民可來臺自由行? 應該如何申請? 可委託親友代辦嗎? （页面存档备份，存于）中華民國移民署 2016-02-04
19. ↑  . 搜狐新闻.   [2019-06-27]. （原始内容存档于2019-10-29）.
20. ↑  . 旺報. 2012-11-15  [2012-11-16]. （原始内容存档于2013-04-18） （中文（臺灣））.
21. ↑  . NOWnews 今日新聞網. 2013-06-16  [2013-06-17]. （原始内容存档于2013-06-21） （中文（臺灣））.
22. ↑  . 交通部觀光局新聞稿. 2013-11-28  [2014-04-16]. （原始内容存档于2014-04-16） （中文（臺灣））.
23. ↑  . 經濟日報. 2014-04-10  [2014-04-16]. （原始内容存档于2014-11-01） （中文（臺灣））.
24. ↑  . 蘋果日報. 2015-08-19  [2015-09-06]. （原始内容存档于2016-12-20） （中文（臺灣））.
25. ↑  . 行政院. 2016-12-14  [2016-12-19]. （原始内容存档于2017-03-05） （中文（臺灣））.
26. ↑  陸客自由行調高配額公告 （页面存档备份，存于）公告/內政部 2016-12-14